# Velká Rovná
Velká Rovná (německy Groß Rowna) je malá vesnice, část města Pacov v okrese Pelhřimov. Nachází se asi 5 km na západ od Pacova. V roce 2009 zde bylo evidováno 47 adres. V roce 2001 zde trvale žilo 95 obyvatel.
Velká Rovná je také název katastrálního území o rozloze 3,47 km2.

## Galerie

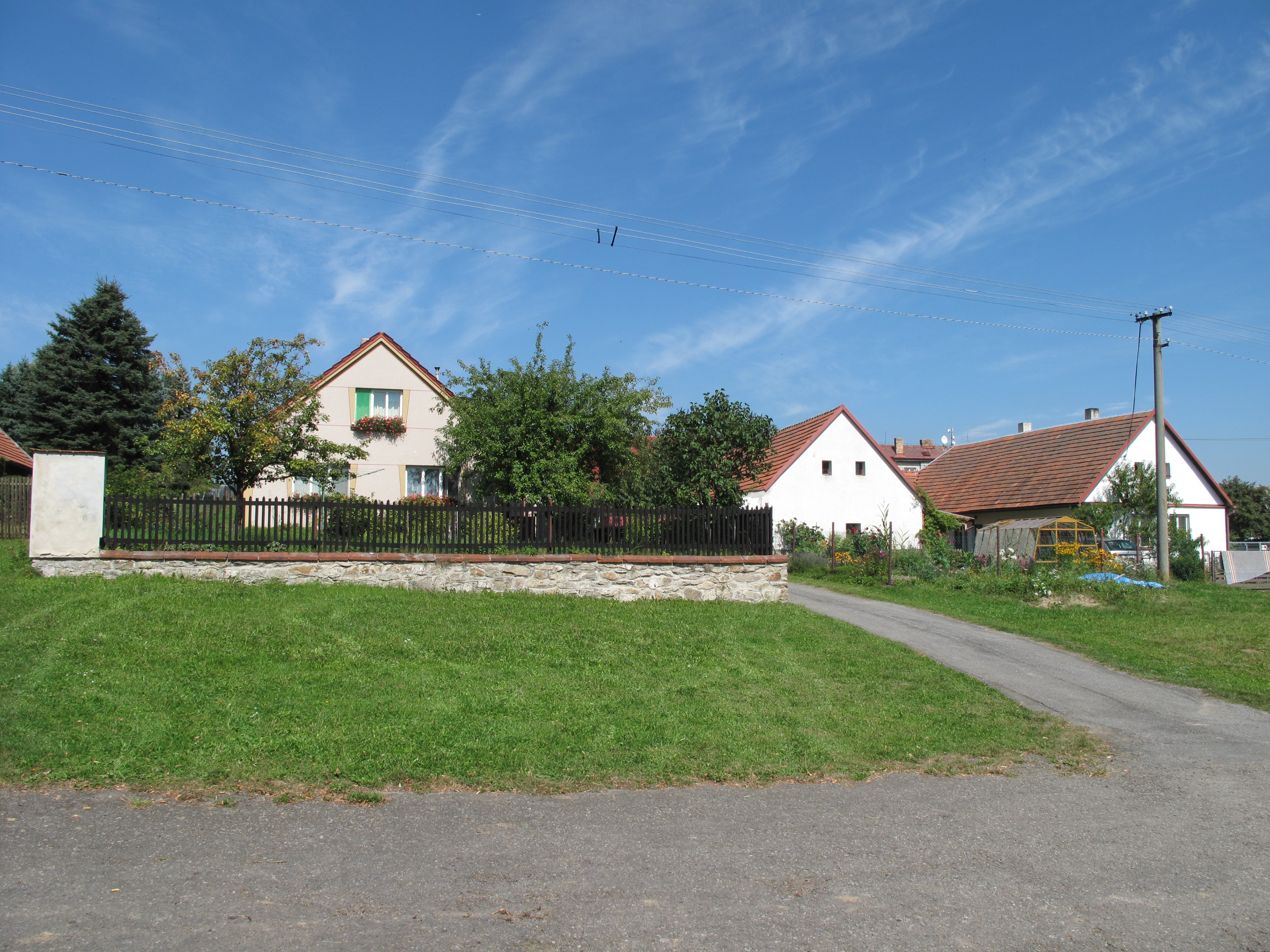
Domy
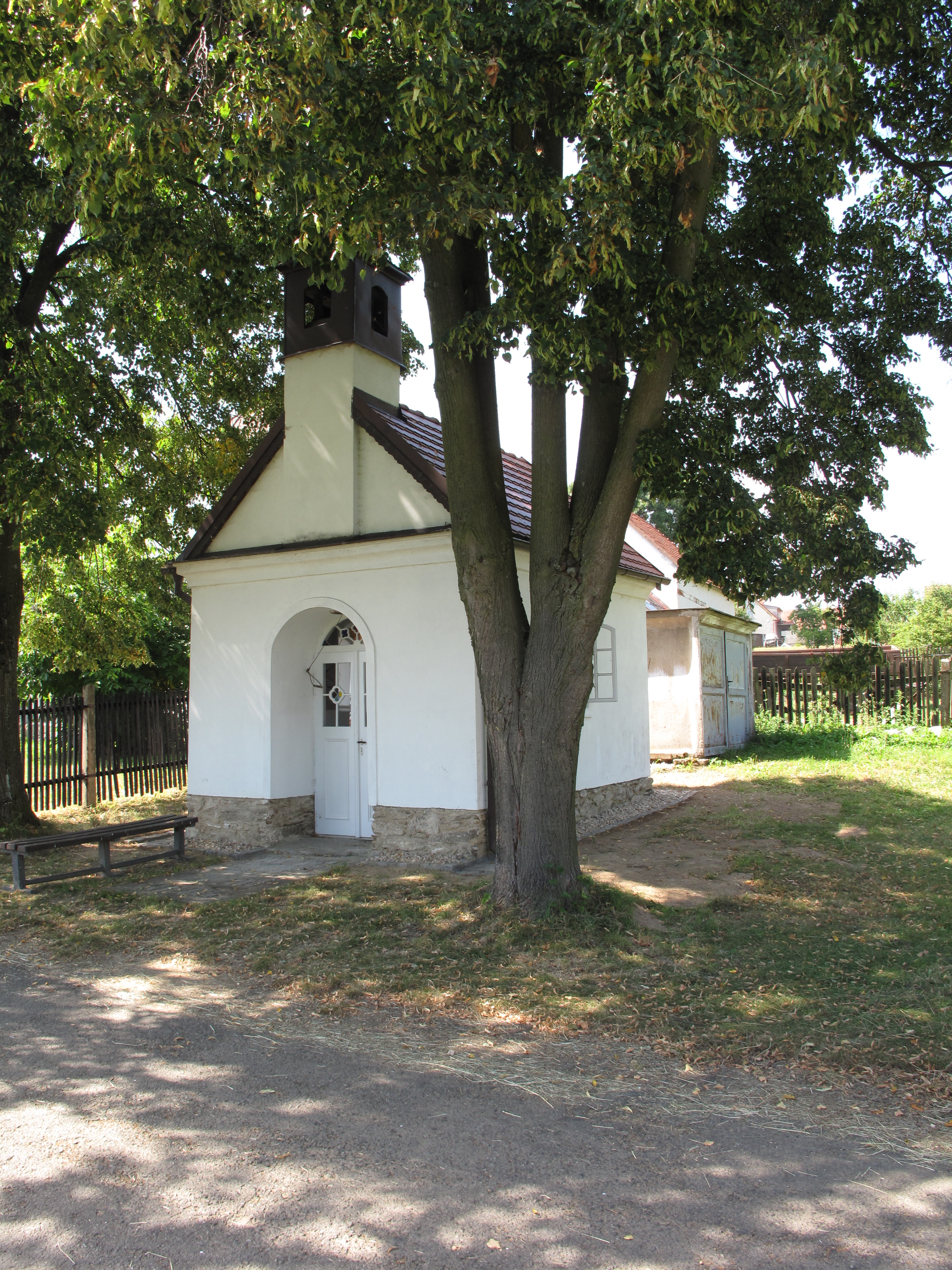
Kaplička
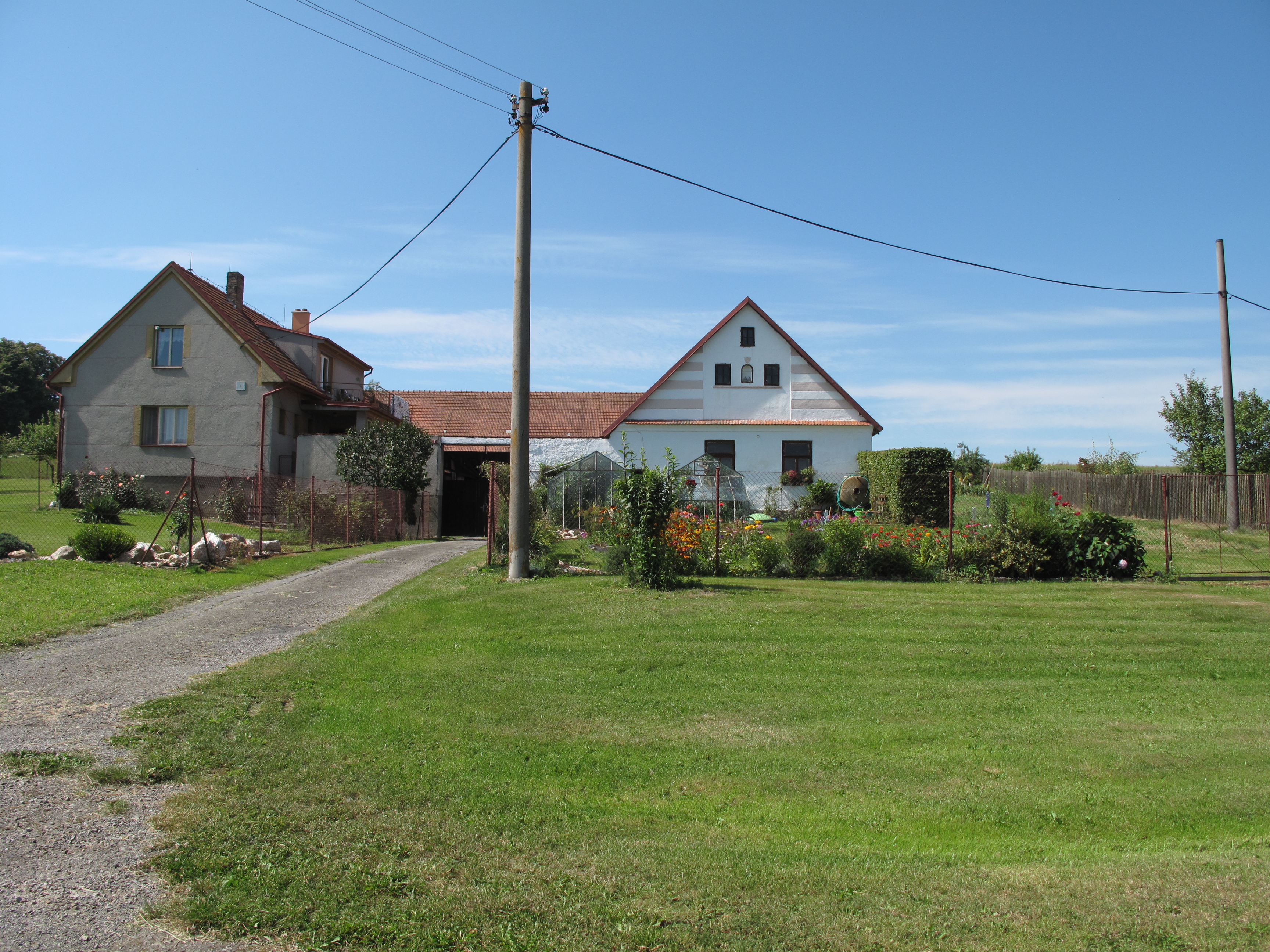
Domy